# Thái Hương
AHLĐ Thái Hương (tên thật là Thái Hương; sinh ngày 12 tháng 10 năm 1958) là một nữ doanh nhân, tỉ phú người Việt Nam. Bà là nhà sáng lập kiêm Chủ tịch Hội đồng Chiến lược Tập đoàn TH, đồng thời là Tổng Giám đốc Ngân hàng Thương mại Cổ phần Bắc Á. Được mệnh danh là "người đàn bà sữa tươi", bà là người tiên phong đưa công nghệ sữa sạch vào Việt Nam và biến Tập đoàn TH trở thành một trong những doanh nghiệp hàng đầu về sữa tại Việt Nam. Bà là người phụ nữ đầu tiên của Việt Nam giành giải vàng hạng mục "Nữ doanh nhân của năm" của Giải thưởng Kinh doanh quốc tế (International Business Awards), thuộc hệ thống Giải Stevie và được tạp chí Forbes liệt kê vào danh sách những người phụ nữ châu Á trên 50 tuổi có tầm ảnh hưởng (Forbes 50 Over 50 Asia 2022).

## Thời niên thiếu và học vấn
Thái Hương tên thật là Thái Thị Hương, sinh ngày 12 tháng 10 năm 1958 ở xóm Hồ Sen, xã Hòa Sơn, huyện Đô Lương, tỉnh Nghệ An. Sau khi hoàn thành bậc trung học phổ thông, bà thi vào trường Đại học Kinh tế Quốc dân, ngành Kế toán Tài chính. Sau khi tốt nghiệp đại học, bà đến làm việc tại Ban Tài chính Hải Phòng từ năm 1982 đến 1985. Từ năm 1985 đến 1989, bà làm cán bộ kế toán tại Công ty Vật liệu xây dựng chất đốt Nghệ An.
Vào năm 1990, bà Thái Hương quyết định nghỉ việc nhà nước và chuyển ra làm tư nhân. Đây được xem là bước ngoặt mới trong sự nghiệp của bà. Lý giải về quyết định này, Thái Hương cho biết bà "cảm thấy nhiều cái mình muốn làm mà bị ràng buộc bởi cơ chế, không được tự do để phát triển". Từ năm 1990 đến năm 1994, bà làm Giám đốc Công ty Trách nhiệm hữu hạn Vật liệu xây dựng Hương Hà.

## Sự nghiệp
Năm 1994, Thái Hương và một số cộng sự thành lập Ngân hàng Thương mại Cổ phần Bắc Á với vốn điều lệ ban đầu là 20 tỉ đồng. Trong đó, bà nắm giữ vai trò Phó chủ tịch Hội đồng quản trị kiêm Tổng giám đốc của ngân hàng này. Năm 2008, khi xem bản tin về sự cố sữa nhiễm melamine ở Trung Quốc, Thái Hương đã quyết định làm sữa tươi sạch với tiêu chuẩn quốc tế cho trẻ em Việt Nam. Năm 2009, bà thành lập Tập đoàn TH và khởi động dự án trang trại bò sữa tại huyện Nghĩa Đàn, Nghệ An với vốn đầu tư 1,2 tỉ USD. Ngày 26 tháng 12 năm 2010, Công ty Cổ phần Sữa TH giới thiệu ra thị trường sản phẩm sữa sạch mang tên TH True Milk. Thông qua đó, bà Thái Hương được coi là người phụ nữ đầu tiên đưa công nghệ sản xuất sữa tươi sạch vào Việt Nam.
Sau 10 năm dưới bàn tay dìu dắt của bà Thái Hương, Tập đoàn TH đã đạt được nhiều thành tựu đáng kể. Ngoài sản phẩm sữa TH True Milk được công nhận là "thương hiệu quốc gia" thì tập đoàn cũng sở hữu đàn bò sữa chăn nuôi lớn nhất châu Á, với 45.000 con đang được nuôi tại Nghĩa Đàn, Nghệ An. Nhiều trang trại bò sữa của tập đoàn cũng được mở rộng ra một số tỉnh thành khác như Thanh Hóa, Hà Giang, Phú Yên, Tuyên Quang, Lạng Sơn, Sóc Trăng. Tính đến năm 2021, thương hiệu TH True Milk chiếm 45% thị phần trong ngành hàng sữa nước tại Việt Nam và được coi là doanh nghiệp sữa tươi hàng đầu Việt Nam. Bên cạnh nhãn hiệu sữa TH True Milk, tập đoàn TH còn kinh doanh các phân khúc đồ uống và thực phẩm khác như TH True Tea, TH True Nut, TH True Water, TH True Juice, TH True Rice.
Tính đến năm 2022, bà Thái Hương sở hữu khối tài sản trị giá 718 tỉ đồng.

## Thành tích
Được truyền thông ca ngợi là "người đàn bà sữa tươi", Thái Hương được tạp chí Forbes đưa vào danh sách 50 nữ doanh nhân quyền lực châu Á trong hai năm liên tiếp (2015 và 2016). Năm 2017, bà được tổ chức Enterprise Asia tặng giải thưởng Doanh nhân châu Á (Asia Pacific Entrepreneurship Award). Năm 2018, bà được trao giải vàng hạng mục "Nữ doanh nhân của năm" của Giải thưởng Kinh doanh quốc tế (International Business Awards), thuộc hệ thống Giải Stevie. Bà là nữ doanh nhân đầu tiên của Việt Nam được trao tặng giải thưởng này.
Năm 2020, Thái Hương được nhà nước Việt Nam tặng danh hiệu Anh hùng Lao động. Ngày 17 tháng 11 năm 2021, bà trở thành 1 trong 6 cá nhân được vinh danh tại chương trình Vinh quang Việt Nam vì "những đóng góp quan trọng trong phát triển kinh tế, và đặc biệt, đã truyền cảm hứng, khơi dậy và lan tỏa những khát vọng tốt đẹp về dinh dưỡng, tầm vóc, sức khỏe người Việt". Năm 2022, bà được Forbes liệt kê vào danh sách những người phụ nữ châu Á trên 50 tuổi có tầm ảnh hưởng (Forbes 50 Over 50 Asia 2022).

## Gia đình
Trong một buổi phỏng vấn, Thái Hương tiết lộ bà có chồng là một công chức nhà nước. Họ có ba người con trai và ba người cháu.